# 레와주
레와주(Rewa Province)는 피지를 구성하는 14개 주 가운데 하나로 육지 면적은 272km2, 인구는 100,787명(2007년 기준)이다. 행정 구역상으로는 중부구에 속한다. 피지에서 가장 큰 섬인 비치레부섬에 위치한 8개 주 가운데 하나이다. 피지에서 면적이 가장 작은 주이며 피지에서 세 번째로 인구가 많은 주이다.